# Абла
Абла (на испански: Abla) е населено място и община в Испания. Намира се в провинция Алмерия, в състава на автономната област Андалусия. Общината влиза в състава на района (комарка) Лос Филабрес Табернас. Заема площ от 45 km². Населението му е 1463 души (по данни от 2010 г.). Разстоянието до административния център на провинцията е 65 km. Част от територията се намира в природния парк Сиера Невада.

## История
През първите векове на християнството Абла е център на едноименна католическа епархия, която е основана от свети Секундий, проповядващ по това време в земите на съвременната южна Испания.

## Демография
| 1996 | 1998 | 1999 | 2000 | 2001 | 2002 | 2003 | 2004 | 2005 | 2006 |
| ---- | ---- | ---- | ---- | ---- | ---- | ---- | ---- | ---- | ---- |
| 1529 | 1516 | 1519 | 1516 | 1517 | 1529 | 1480 | 1482 | 1512 | 1505 |